# Pier Giuseppe Cevese
Pier Giuseppe Cevese (Vicenza, 6 giugno 1914 – Padova, 24 luglio 1995) è stato un chirurgo italiano.

## Biografia
Pier Giuseppe Cevese nacque a Vicenza nel 1914, primogenito dell'ingegnere Thom, progettista dell'Ossario del monte Cimone. Trasferitosi a Padova, si laureò nel 1939 in Medicina e Chirurgia presso la locale università con la lode. 

Allo scoppio seconda guerra mondiale venne arruolato come ufficiale medico e nel 1943, in seguito all'armistizio di Cassibile, venne fatto prigioniero ed internato in un campo di concentramento, dalla quale tuttavia riuscì a fuggire.
Nel 1944 entrò nell'Istituto di Clinica chirurgica dell'Università di Padova, sotto la guida di Galeno Ceccarelli, divenendone assistente a partire dal 1948. Dopo un primo interessamento alla medicina legale si  interessò sempre più, a partire dalla fine degli anni 40, alla chirurgia. Nel 1956 vinse il concorso per la cattedra di Patologia chirurgica presso l'Università di Sassari, dove si trasferì. Nel 1960 fu richiamato a Padova, alla direzione dell'Istituto di Patologia Speciale Chirurgica. In questi anni promosse la creazione di una cattedra di anestesiologia, favorendo inoltre un'evoluzione specialistica della chirurgia generale, dando impulsi alla formazione di scuole specifiche di chirurgia pediatrica, chirurgia vascolare e cardiochirurgia.
Nel 1964 passò alla direzione dell'Istituto di Clinica Chirurgica, dove rimase fino al pensionamento nel 1985. Da allora fino alla morte fu Professore Emerito di Clinica chirurgica generale e Terapia chirurgica dell'Università di Padova. Il 24 gennaio dello stesso anno sarà il primo medico in Italia ad eseguire un intervento chirurgico a cuore aperto in circolazione extracorporea di una cardiopatia congenita. In quegli anni fondò la Scuola di perfezionamento di chirurgia d'urgenza e nel 1965 il Centro per le cardiopatie operabili, affidandone la direzione al collega e allievo Vincenzo Gallucci.
Durante la sua carriera Cevese eseguì più di 50.000 operazioni e fu autore di oltre 230 pubblicazioni, che spaziano dai vari campi della chirurgia al trattamento dei tumori. Di notevole rilevanza furono i suoi contributi alla tecnica operatoria e alla cardiochirurgia: fu il primo negli anni settanta ad utilizzare, insieme alla sua équipe, una protesi valvolare cardiaca biologica, dando un largo impulso all'uso di questa metodologia (tra il 1970 e il 1976 l'équipe di Cevese operò 564 pazienti con tale tecnica).
Tra i suoi allievi si ricordano Vincenzo Gallucci, primo in Italia ad eseguire un trapianto di cuore, Giampiero Giron, professore e noto anestesista, e Davide D’Amico, successore di Cevese alla direzione dell'Istituto di Clinica Chirurgica.
Suo fratello Renato Cevese fu un noto critico d'arte, mentre il figlio Alessandro è stato Ambasciatore italiano a Pretoria, in Sudafrica.

## Riconoscimenti
Pier Giuseppe Cevese fu membro dell'Accademia Olimpica di Vicenza, dell'Accademia Peloritana dei Pericolanti di Messina, dell'Istituto veneto di scienze, lettere ed arti di Venezia, dell'Accademia galileiana di scienze, lettere ed arti di Padova e corrispondente dell'Ateneo Veneto di Scienze, Lettere e Arti di Venezia.

Fu inoltre membro di varie associazioni medico-scientifiche: fu socio della Società Internazionale di Chirurgia, della Società Italiana di Cancerologia, della Società Triveneta di Chirurgia, della Società Italiana di Chirurgia d'Urgenza e del Trauma, presidente della Società Italiana di Chirurgia Cardiovascolare, presidente emerito della Società Italiana di Chirurgia Toracica e dal 1985 al 1986 presidente della Società Italiana di Chirurgia.
Prima della sua fusione col Dipartimento di Chiururgia Onocologica, a lui era dedicato il Dipartimento di scienze Chirurgiche e Gastroenterologiche "P. G. Cevese" dell'Università di Padova. All'interno dell'Azienda Ospedale-Università Padova gli è stata dedicata l'Aula didattica "P.G. Cevese".